# Bloodlust (Body Count)
Bloodlust är det amerikanska heavy metal-bandet Body Counts sjätte studioalbum, utgivet den 31 mars 2017 på etiketten Century Media Records. 
Låten "Raining in Blood" är en cover på Slayers "Raining Blood".

## Låtlista
| Nr           | Titel                                             | Längd |
| ------------ | ------------------------------------------------- | ----- |
| 1.           | Civil War (featuring Dave Mustaine)               | 4:23  |
| 2.           | The Ski Mask Way                                  | 3:36  |
| 3.           | This Is Why We Ride                               | 5:26  |
| 4.           | All Love Is Lost (featuring Max Cavalera)         | 3:36  |
| 5.           | Raining in Blood / Postmortem 2017 (Slayer-cover) | 4:31  |
| 6.           | God, Please Believe Me                            | 1:23  |
| 7.           | Walk with Me… (featuring Randy Blythe)            | 3:07  |
| 8.           | Here I Go Again                                   | 3:32  |
| 9.           | No Lives Matter                                   | 4:23  |
| 10.          | Bloodlust                                         | 3:34  |
| 11.          | Black Hoodie                                      | 3:29  |
| Total längd: | Total längd:                                      | 41:00 |

| 12. | Extreme Discipline                 | 2:56 |
| 13. | Blood Sport                        | 3:23 |
| 14. | Civil War (instrumental)           |      |
| 15. | No Lives Matter (instrumental)     |      |
| 16. | Cop Killer (live at Hellfest 2018) |      |

## Medverkande
Body Count
- Ice-T – sång
- Ernie C – sologitarr
- Juan Garcia – kompgitarr
- Vincent Price – basgitarr, sång på "Postmortem"
- Ill Will – trummor
- Sean E Sean – sampling, bakgrundssång
- Little Ice – hype man, bakgrundssång

Gästmusiker
- Dave Mustaine – tal och sologitarr på "Civil War"
- Jason C. Miller – bakgrundssång på "The Ski Mask Way" och "No Lives Matter"
- Max Cavalera – sång på "All Love Is Lost"
- Randy Blythe – sång på "Walk with Me…"
- Jackie Kajzer – bakgrundssång på "No Lives Matter"